# Andrew Sterett
Andrew Sterett est un officier de l'US Navy, né le 27 janvier 1778 et mort le 9 juin 1807. Il commande la goélette USS Enterprise durant la quasi-guerre contre la France puis au cours de la guerre de Tripoli. Quatre navires de guerre américains ont été baptisés USS Sterett en sa mémoire.